# Rayman Raving Rabbids
Rayman Raving Rabbids è un videogioco pubblicato da Ubisoft nel 2006 per Game Boy Advance, Wii, PlayStation 2, Microsoft Windows, Nintendo DS e Xbox 360. Spin-off della serie Rayman. Le versioni per console sono un videogioco party, mentre quelle portatili sono un platform e seguono una trama differente.
Il gioco è stato accolto in maniera mista dalla critica, anche se i Rabbids, come semplici antagonisti, sono diventati nel tempo molto popolari, tanto che Ubisoft in seguito darà il via libera a una loro omonima serie spin-off come da protagonisti. Fu seguito da Rayman Raving Rabbids 2 e Rayman Raving Rabbids TV Party, e successivamente da altri titoli che non videro più la presenza di Rayman.

## Trama

### Versione console
Il gioco inizia con Rayman mentre fa un picnic con i baby Globox locali. Il loro picnic viene interrotto improvvisamente quando i piccoli Globox affondano nel terreno, e tre Rabbids (conigli antropomorfi dalla psiche disturbata) appaiono da sottoterra al loro posto. Il loro temibile comandante Sergueï rapisce Rayman e lo getta in un'arena. Mentre i piccoli Globox rimangono imprigionati, Rayman deve affrontare delle prove per il divertimento del pubblico, ovvero una folla di Rabbids arrabbiati e armati. Superate le prime sfide, viene portato da Sergueï in una cella e riceve una ventosa.
Rayman si ritrova così a dover completare numerose prove in continuazione (75 minigiochi) per ricevere delle ventose come ricompensa; decide così di proseguire le sfide per accumulare sempre più ventose, in modo da attaccarle al muro e creare una scala per raggiungere la finestra della cella. Inizialmente i Rabbids nel pubblico lo beffano, ma man mano che Rayman completa più sfide, essi dapprima si annoiano, e successivamente lo idolatrano; Rayman diventa così popolare tra i Rabbids, e la sua cella viene resa sempre più ospitale. Alla fine, Rayman accumula una collezione di ventose sufficiente per raggiungere la finestra (e vendicarsi di un fastidioso uccello che continuava a defecare su di lui), riuscendo così a fuggire. Tuttavia, una volta libero, Rayman torna alla zona del picnic iniziale, rendendosi conto che i Baby Globox sono ancora prigionieri dei conigli. Decide così di tornare a salvarli gettandosi in uno dei tunnel nel terreno lasciati dai Rabbids a inizio gioco, ma rimane incastrato. In una scena dopo i titoli di coda, Rayman è ancora bloccato nel buco per tutta la notte, e delle pecore vengono a mangiare gli avanzi del suo picnic.

### Versione Game Boy Advance
Il mondo di Rayman è sotto attacco: giganteschi mostri meccanici fuoriescono dal sottosuolo e iniziano a devastare tutto ciò che li circonda, e dal loro interno fuoriescono eserciti di Rabbids pronti ad assediare il pianeta. Rayman, durante un pisolino, viene sopraffatto nel sonno da alcuni Rabbids, che lo rinchiudono in una cella sotterranea e gli sottraggono le mani per evitarne che possa evadere. Rayman, però, riesce a fuggire grazie all'ausilio di Murfy, e recupera le sue mani nascoste all'interno di un piccolo cunicolo. Successivamente deve fuggire dal sotterraneo nel quale si trova, liberando nel frattempo il Grande Minimo, alcuni Teensie e Globox imprigionati nelle segrete dei sotterranei, e sconfiggendo una grande versione meccanica di un Darktoon (un nemico del primo gioco di Rayman) creato da un Rabbid intelligente di nome Pink.
A fare il suo ritorno in aiuto di Rayman sarà anche Ly la fata, la quale spiega l'origine dei Rabbids. Secondo lei, erano una razza pacifica di creature che vivevano felici nella Radura dei Sogni. La loro natura gentile e docile ha portato le altre creature a prenderle in giro e approfittarne. Risentiti e sofferenti, i Rabbids fuggirono sottoterra, e solo ora sono riemersi per vendicarsi di tutti. Rayman è ora l'unica speranza al mondo di fermarli.

### Versione Nintendo DS
Mentre un giorno si siede sotto un melo nella foresta, Rayman viene catturato dai Rabbids, i quali hanno deciso di invadere il mondo. Ora Rayman è il loro giocattolo, un gladiatore prigioniero per intrattenerli.
L'unica possibilità di Rayman per la libertà è affrontare il Rabbid Droid, ma per farlo, deve vincere abbastanza trofei e combattere altri campioni. La grafica della versione si basa sulle versioni per console.

## Modalità di gioco

### Console
Il gioco presenta due diverse modalità di gioco: "Modalità Storia" e "Modalità Punteggio". In modalità storia il gioco segue quindici giorni di prigionia di Rayman da parte dei Rabbids. Ogni giorno, Rayman deve completare almeno tre prove, seguite da una speciale "prova boss", come uno sparatutto ferroviario in prima persona usando pistoni, o un gioco di corse in cui il giocatore controlla un facova e usa un flyswatter come raccolto da equitazione. Completare le prove fa guadagnare a Rayman vari costumi e musica abbinata, tra cui Gangsta, Raymaninho (parodia della star del calcio Ronaldinho), Disco, Gothic, Caramba, Rock'n'Roll, Granny, DeeJay e Bunny. Al completamento del processo si guadagna anche uno stantuffo e, dopo averne accumulati abbastanza, Rayman costruisce una scala sul bordo della sua cella e fugge in libertà. In modalità Punteggio, il giocatore può ripetere le prove passate nel tentativo di migliorare il proprio punteggio o può giocare come un gioco di gruppo multiplayer.

#### Minigiochi
Ci sono circa 70 minigiochi. Rayman ne deve sbloccare almeno tre al giorno (in genere sono divisi in "abilità", "precisione", "azione" e "ballo") per sbloccare la prova finale. Ci sono due tipi di prova: nella prima Rayman deve salvare un Globox tenuto in ostaggio dai conigli malvagi. Il nostro eroe li deve eliminare usando una pistola spara-ventose o un rampino, attaccandoli direttamente se si tratta di conigli "normali" o deviando razzi se lanciati da robot (esclusi gli androidi della prova "I conigli hanno paura del buio".) Il secondo tipo di prova consiste nel battere un determinato record di velocità nella corsa sui facoceri. Alla fine di ogni giornata di prove Rayman riceve una ventosa. Dopo averne attaccate 14 al muro della sua cella può raggiungere la finestra e scappare, anche se si metterà di nuovo nei guai incastrandosi in un tunnel scavato dai conigli.
I minigiochi rientrano in una delle quattro categorie seguenti: "Bunny Hunt", "Sports", "Challenges" e "Shake your Booty!"). Bunny Hunt comprende fasi di sparatutto in prima persona, tutte apparse in modalità Storia come fasi "boss" che il giocatore può giocare per punteggio, tempo o sopravvivenza con l'obiettivo di ottenere il punteggio più alto possibile con una sola vita. Due giocatori possono partecipare a Co-op Bunny Hunt, ma Survival non è disponibile per il multiplayer. I minigiochi Sport possono essere giocati per Workout, che richiede un rapido movimento del Wii Remote, e Precision, che coinvolge i comandi del telecomando. I minigiochi sportivi includono anche le fasi di corsa "Get Going!", tra cui quattro giochi di corse warthog e una gara di paracadutismo. Le sfide sono varie partite che si trovano in modalità Punteggio che devono essere giocate una dopo l'altra con l'obiettivo di un punteggio combinato alto in un Triathlon, Pentathlon Decathlon. La categoria "Shake your Booty!", coinvolge minigiochi a forma di danza e si trova in modalità Storia ogni giorno. Inoltre, ci sono minigiochi "Abilità" che non rientrano in nessuna delle altre categorie. Varianti dei mini-giochi sono presenti nella versione DS. Vengono utilizzati giochi come "Feed the bunnies", "Ghost hunt", "Bunny invasion", "Stop the mines" e "Super Rabbid". Lo stilo è usato per tutti i minigiochi, a differenza del resto del gameplay.

### Game Boy Advance
Rayman Raving Rabbids per Game Boy Advance è un videogioco platform, a differenza delle versioni per console basate su prove. Presenta personaggi ed elementi dei precedenti giochi di Rayman che non sono presenti nelle versioni console.
Il gameplay è a scorrimento laterale in 2D. Il gioco utilizza anche il concept del prototipo Rayman 4 cancellato, compresi mondi simili a quelli dei giochi precedenti e un mondo nuovo dal prototipo, una caverna vivente.
A differenza della versione console, la versione per Game Boy Advance vede la presenza di personaggi già apparsi in titoli precedenti, come Murfy, Globox, Ly, il Grande Minimo e i Teensie. In questa avventura, Globox e i Teensie appariranno solo durante la loro liberazione da parte di Rayman, mentre Ly spiegherà a Rayman chi sono le creature che lo hanno attaccato, il motivo del loro assedio, e lo guiderà durante il suo cammino affinché possa sconfiggere i potenti nemici e macchinari creati dai Rabbids per assediare il pianeta. Inoltre Rayman ha a disposizione alcuni costumi che gli doneranno diversi poteri o abilità in base alle situazioni.

### Nintendo DS
La versione per Nintendo DS è stata pubblicata il 6 marzo 2007. Il gioco non è solo un platform come la versione Game Boy Advance, ma anche un gioco party come le versioni per console. Si noti che in questa versione, il suo modello di gioco è lo stesso utilizzato in Rayman 2: The Great Escape. Questo gioco ha cinque mondi: Spiaggia, Foresta, Giungla, Fabbrica e Ghiaccio. Il mondo beach è più di un tutorial, e il mondo ice ha solo due livelli, ognuno a livello di boss. Quasi tutti i livelli sono impostati in questo modo: attraversa la parte platform, batti il minigioco e infine l'ultimo test di sfida. Le parti platform sono come la maggior parte degli altri giochi Rayman, dove devi seguire il percorso, battere i nemici e raccogliere oggetti.
La sfida finale di ogni livello è di solito un gioco in cui Rayman sta avanzando di sua spontanea volontà. Usando i tuoi costumi di Terra, Fuoco, Ghiaccio e Vento, devi interagire con gli ostacoli per aiutare Rayman a passare vivo e fuggire dall'astronave dei conigli che lo sta inseguendo. Sulla tua strada, devi raccogliere tutti i trofei di quel livello in una volta sola. Ci sono 100 trofei nell'intero gioco.
Inoltre, ci sono tre sfide Ray Gear in cui devi evitare il fuoco dei nemici e distruggere la creatura pesce gigante. Questi sono a tempo e un timer inizierà a contare quanto tempo ti rimane.

### Cellulare
La versione per cellulare è molto diversa dai tradizionali giochi Rayman in quanto il suo gameplay è una copia quasi diretta di quella dei primi titoli di Sonic the Hedgehog. Rayman attraversa i livelli a velocità estreme, spesso rotolando in una palla per farlo. Elementi di gioco familiari come gabbie, Purple Lums e Teensies riappaiono, ma oltre a ciò, il gioco ha poco in comune con gli altri della serie.

## Personaggi
I Rabbids sono il nemico comune in questo gioco. La loro tecnologia varia da robot giganti avanzati a strumenti di combattimento ravvicinati come pistoni e spolverino di piume. I personaggi non hanno la recitazione vocale ad eccezione di alcune parole come "Hey" e "Wow", o "Daaaaaaaaaaaaaah!". Oltre ai Rabbids, ci sono anche altri animali (come pecore, mucche e maiali).
La rivista Play Generation classificò i Rabbids al quinto posto tra i "conigli meno conigli" dei videogiochi usciti su PlayStation 2.

## Sviluppo
Lo sviluppo del gioco iniziò presso lo studio di Ubisoft Montpellier. Il capo dello studio Michel Ancel abbozzò un concept iniziale di un Rabbid, e da lì, l'idea di un'invasione di massa di coniglietti crebbe. Il team ha quindi iniziato a lavorare su un tradizionale platform d'azione, provvisoriamente intitolato Rayman 4. Tuttavia, dopo aver ricevuto un kit di sviluppo da Nintendo, il team ha iniziato a concentrarsi sull'implementazione di una vasta gamma di tipi di gameplay. Un altro progetto chiamato Rayman 4 era in fase di sviluppo per le console di nuova generazione, con Michel Ancel coinvolto (a differenza di Rayman 3 dove era solo un consulente creativo). Il gioco sarebbe uscito su PS3, Xbox 360, Wii e PC, ma è stato cancellato dall'E3 2006 in favore della serie spin-off Raving Rabbids. Quando divenne chiaro che questi non erano adatti a un tradizionale gioco platform, Rayman Raving Rabbids fu alterato per diventare un gioco costituito da minigiochi e prove separate. I cambiamenti significarono che alcune delle prove e dei concetti rivelati prima dell'uscita del gioco non sarebbero stati inclusi nel gioco finale, come la capacità cavalcare falchi e tarantole. Mentre Ancel è stato visto come una delle figure principali dietro il progetto prima dell'E3, ha lasciato il progetto dopo il rinnovamento, ed è accreditato solo per il design del personaggio nel gioco finale. La versione per PC è realizzata nello studio Ubisoft a Sofia.

### Concept originale:Rayman 4
Due anni dopo l'uscita di Rayman 3: Hoodlum Havoc, Ubisoft aveva previsto lo sviluppo del sequel: Rayman 4. Le prime fasi di sviluppo iniziarono contemporaneamente allo sviluppo del gioco Peter Jackson's King Kong, con concept totalmente diversi e senza la presenza dei Rabbids, e vennero affidate agli studi di Phoenix Interactive. I programmatori crearono una notevole quantità di concept-artwork, di cui una buona parte fu gradualmente rivelata al pubblico negli anni successivi. Questi concept mostrano che il gioco avrebbe avuto livelli e caratteristiche 3D fedeli a molti ambienti del primo Rayman, come i livelli "Terra della Musica" e "Picture City", così come un nuovo presunto ritorno di Bad Rayman e di Mr.Dark. La trama vedeva Rayman partecipare a un campo di addestramento per gli eroi dei videogiochi, in cui avrebbe incontrato personaggi dal mondo di Prince of Persia e Beyond Good and Evil. Dopo quattro mesi di produzione iniziale, lo sviluppo del gioco fu cancellato.
Dal progetto precedente è stato avviato un secondo sviluppo presso lo studio di Ubisoft Montpellier, nuovamente orientato verso lo sviluppo di un gioco platform 3D progettato da Michel Ancel e conosciuto con il titolo finale di Rayman Raving Rabbids. Questo nuovo titolo doveva essere una storia d'avventura in cui Rayman si alleava con il suo ex nemico André di Rayman 3 per salvare il mondo da un esercito di Rabbids. Oltre ai personaggi già apparsi nei titoli precedenti, ce n'erano di nuovi, tra i quali spiccava un personaggio femminile della stessa specie di Rayman (che fungeva da damigella in pericolo), e un imperatore edonistico dei Rabbids chiamato Jabbit.
Michel Ancel ha anche dichiarato che nel corso della storia lo scopo principale sarebbe consistito nel salvare, oltre alla suddetta ragazza, anche André stesso e la fidanzata di quest'ultimo. Le innovazioni di gioco includevano attaccare i nemici con pugni e calci, la capacità di cavalcare creature come falchi giganti, tarantole, squali, e un minigioco di fine livello in cui bisognava ipnotizzare i Rabbids ballando per poi accedere a nuove aree da giocare.

Il progetto è stato supportato per diversi mesi, inizialmente sviluppato per PlayStation 2 e successivamente anche per Wii, e vennero realizzati due trailer per l'E3 2006 (un teaser trailer e un altro che svelava il gameplay). Tuttavia, ricevuto il kit di sviluppo per Nintendo Wii, gli sviluppatori sperimentarono ulteriori varietà di stili di gioco, e di conseguenza gli elementi di azione e piattaforma furono rimossi e sostituiti da minigiochi in stile party, considerati più adatti per la console. Di conseguenza, la versione finale di Rayman Raving Rabbids divenne un party game con una trama diversa. Come rivelò lo stesso Michel Ancel: 
Tuttavia, le versioni per Game Boy Advance, Nintendo DS e telefono cellulare non sono generalmente uscite come party, ma come platform a scorrimento laterale e molto simili al gameplay della versione Game Boy Advance di Rayman 3, e la trama è una fusione dei primi due progetti.
Nel libro L'Histoire de Rayman, fu rivelato che nemici dei giochi precedenti, come i Robo-Pirates e i Livingstones/Lividstones, erano previsti per tornare in Rayman 4, assieme alla controparte malvagia Dark Rayman e persino Mr. Dark. È anche presente la concept art di una giovane ragazza umana di nome "Cielle"; non si sa se fosse destinata a essere un personaggio giocabile o secondario.